# Zasada pomocniczości
Zasada pomocniczości (subsydiarności, subsydiarność, z łac. subsidium 'pomoc, wsparcie, siły rezerwowe') – zasada mówiąca o tym, że każdy szczebel władzy powinien realizować tylko te zadania, które nie mogą być skutecznie zrealizowane przez szczebel niższy lub same jednostki działające w ramach społeczeństwa. Idea subsydiarności sięga swoimi korzeniami czasów starożytnych, jako zasada jest także ważnym elementem katolickiej nauki społecznej.
Zasadę pomocniczości streszczają zdania: tyle władzy, na ile to konieczne, tyle wolności, na ile to możliwe oraz tyle państwa, na ile to konieczne, tyle społeczeństwa, na ile to możliwe.

## Definicja szczegółowa
Zasada subsydiarności mówi, że władza powinna mieć znaczenie pomocnicze, wspierające w stosunku do działań jednostek, które ją ustanowiły. Tam, gdzie nie jest to konieczne, państwo powinno pozwolić działać społeczeństwu obywatelskiemu, rodzinom, wolnemu rynkowi. W sytuacji wymagającej interwencji winno natomiast rozwiązywać problem na szczeblu możliwie najbliższym obywatelom, a więc raczej w gminach niż w regionach i raczej w regionach niż w centrum.
Jest to jedna z najważniejszych zasad pracy socjalnej, która sprowadza się do poglądu, że obowiązkiem społeczności jest wspomaganie jej części składowych w naturalnym rozwoju. Istotnym założeniem jest zakres tej pomocy: społeczność nie może ingerować w sprawy, z którymi poszczególne jednostki są w stanie poradzić sobie same, lecz jedynie tam, gdzie pomoc jest niezbędna. 
W praktyce oznacza to akceptację interwencjonizmu państwowego w chwili, gdy zmierza on ku stwarzaniu warunków dobrego życia dla wszystkich członków społeczności, przeciwdziałanie nadmiernemu rozwarstwieniu struktury społecznej, uznanie działań na rzecz ochrony praw jednostek do udziału w życiu publicznym za obowiązek Kościoła oraz przyznanie specjalnych praw rodzinie. To jeden z kluczowych elementów programowych współczesnej katolickiej nauki społecznej, dotyczącej sfery państwowej.
Kluczową rolę zasada subsydiarności odgrywa w gospodarce, gdzie oznacza ona wyważenie pomiędzy leseferyzmem a interwencjonizmem państwowym. 

## Zasada subsydiarności w Polsce
Zasada pomocniczości wymieniona jest w Preambule Konstytucji RP jako zasada, na której oparte są prawa opisane w Konstytucji RP.

## Zasada subsydiarności w Unii Europejskiej
Subsydiarność jest jedną z podstawowych zasad ustrojowych Unii Europejskiej. Oznacza to, że na szczeblu wspólnotowym powinny być podejmowane tylko te działania, których przeniesienie na wyższy szczebel oznacza większą skuteczność i efektywność niż w przypadku, gdyby prowadzenie stosownych akcji pozostawić w wyłącznej kompetencji rządów poszczególnych państw członkowskich. Subsydiarność – w kontekście Unii Europejskiej – odnosi się więc z jednej strony do podziału zadań między instytucjami Unii Europejskiej a administracjami rządowymi, a z drugiej – dotyczy zakresu prawodawstwa wspólnotowego, zarówno w aspekcie tematyki, jak i charakteru regulacji.

### Umocowanie traktatowe
Od początku swego istnienia, Wspólnoty Europejskie uwzględniały zasadę subsydiarności, chociaż nie znajdowała ona przez dłuższy czas odzwierciedlenia w zapisach traktatowych. Zasada subsydiarności została wprowadzona do uregulowań ustawowych Wspólnot Europejskich dopiero przez Traktat z Maastricht z 7 lutego 1992 r. Fakt ten był interpretowany jako wyraz kompromisu pomiędzy tzw. eurosceptykami, którzy nie chcieliby dopuścić do dalszego rozwoju uprawnień na szczeblu wspólnotowym i opowiadają się za integracją na zasadzie w miarę luźnej współpracy państw członkowskich, a tzw. euroentuzjastami – widzącymi przyszłość europejskiej integracji w stworzeniu Europy federalnej. Artykuł 3b Traktatu o utworzeniu Wspólnoty Europejskiej, według tekstu ustalonego w Maastricht, odnosi się do zasady subsydiarności w sposób następujący: Wspólnota działa w ramach uprawnień przyznanych jej niniejszym Traktatem i celów w nim wyznaczonych. W zakresie, który nie podlega jej wyłącznej kompetencji, Wspólnota podejmuje działania, zgodnie z zasadą subsydiarności, tylko wówczas i tylko w takim zakresie, w jakim cele proponowanych działań nie mogą być zrealizowane w sposób wystarczający przez państwa członkowskie, natomiast z uwagi na skalę lub skutki proponowanych działań, mogą one zostać lepiej zrealizowane przez Wspólnotę. Żadne działanie Wspólnoty nie wykroczy poza to, co jest konieczne do osiągnięcia celów określonych w niniejszym Traktacie.
Odniesienia do zasady subsydiarności są też obecne w preambule Traktatu o Unii Europejskiej: Sygnatariusze… gotowi kontynuować proces tworzenia coraz ściślejszego związku pomiędzy narodami Europy, w którym decyzje podejmowane są na szczeblu jak najbliższym obywatelowi, zgodnie z zasadą subsydiarności… postanowili ustanowić Unię Europejską. Z kolei zgodnie z Artykułem A, ..Niniejszy Traktat stanowi nowy etap w procesie tworzenia coraz ściślejszego związku pomiędzy narodami Europy, w którym decyzje są podejmowane na szczeblu jak najbliższym obywatelowi…, a Artykuł B stanowi, że Cele Unii będą osiągane w oparciu o niniejszy Traktat, zgodnie z przewidzianymi w nim warunkami i harmonogramem, poszanowaniem zasady subsydiarności określonej w artykule 3b Traktatu ustanawiającego Wspólnotę Europejską….
Zasięg działania artykułu 3b Traktatu o WE (a więc zasady subsydiarności) jest ograniczony – jak wynika z treści tego artykułu – do dziedzin, w których Wspólnota nie ma wyłącznych kompetencji. Takie wyłączne kompetencje posiada zaś Wspólnota w prawie wszystkich kwestiach dotyczących rynku wewnętrznego, w tym: polityce handlowej, eliminacji przeszkód w funkcjonowaniu podstawowych wolności (swobody przepływu towarów, usług, pracowników i kapitału), organizacji rynków rolnych, reguł konkurencji, ochrony zasobów rybnych, a także odnośnie do podstawowych elementów polityki transportowej. Poza dziedzinami, w których Wspólnota cieszy się wyłącznymi kompetencjami, pierwszeństwo kompetencyjne należy do państw członkowskich. Zgodnie z cytowanym powyżej Art. 3b Traktatu o WE, proponowane działania są podejmowane przez Wspólnotę tylko wówczas i tylko w takim zakresie, w jakim nie mogą być skutecznie zrealizowane przez państwa członkowskie. Ocena możliwej skuteczności działań podejmowanych w pojedynkę oraz wspólnie należy zasadniczo do Komisji Europejskiej, która ma wyłączność inicjatywy legislacyjnej we Wspólnotach Europejskich.

### Ogólne Stanowisko Rady Europejskiej z Edynburga
W niecały rok po zawarciu Traktatu z Maastricht, Rada Europejska zgromadzona w Edynburgu w grudniu 1992 r. przyjęła Ogólne Stanowisko w sprawie realizacji zasady subsydiarności i zastosowania Artykułu 3b Traktatu o WE. Dokument ten zawiera dość szczegółową interpretację wspomnianego Artykułu oraz wytyczne w kwestii badania zgodności propozycji działań Wspólnoty z postanowieniami tego Artykułu. Podejmuje próbę sprecyzowania wynikających z zasady subsydiarności obowiązków poszczególnych instytucji WE. Rada Europejska przedstawiła również propozycje zmodyfikowania niektórych istniejących przepisów oraz wprowadzenia nowych. Zaproponowano zarazem zawarcie międzyinstytucjonalnego porozumienia na temat współpracy w przestrzeganiu zasady subsydiarności między Parlamentem Europejskim, Radą UE i Komisją Europejską.
Rada Europejska zapowiada podejmowanie przez Komisję Europejską szerszych konsultacji poprzedzających złożenie każdej propozycji legislacyjnej, w tym konsultacji z państwami członkowskimi. Komisja Europejska, zgodnie z przyjętą procedurą, została zobowiązana do uzasadniania zgodności jej inicjatyw legislacyjnych z zasadą subsydiarności, a w przypadkach, kiedy zostanie to uznane za konieczne – powinna dołączyć do swych propozycji memorandum wyjaśniające. Ponadto, Komisja Europejska została zobowiązana do przedkładania Radzie Europejskiej i Parlamentowi Europejskiemu, za pośrednictwem Rady ds. Ogólnych, corocznych raportów na temat przestrzegania w Unii Europejskiej zasady subsydiarności.
Rada Europejska stwierdziła w swym Ogólnym Stanowisku, że zasada subsydiarności nie odnosi się do uprawnień przyznanych Wspólnocie Europejskiej na mocy Traktatu o WE, nie może też podważać prymatu prawa wspólnotowego nad narodowym.
Państwa członkowskie Unii Europejskiej uznały na szczycie w Edynburgu subsydiarność za koncepcję dynamiczną. Pozwala to na rozszerzenie zakresu działań Wspólnoty w przypadkach, kiedy okoliczności tego wymagają, i odwrotnie – na ich ograniczenie lub przerwanie, kiedy nie znajdują dłużej uzasadnienia.

### Protokół – załącznik do Traktatu Amsterdamskiego
Kwestia subsydiarności stała się przedmiotem dość intensywnej dyskusji na forum konferencji międzyrządowej, która doprowadziła do zawarcia w 1997 r. (uzgodnienie tekstu – 17 czerwca, podpisanie – 2 października) Traktatu Amsterdamskiego. Osiągnięty konsensus znalazł odzwierciedlenie w Protokole w przedmiocie stosowania zasad subsydiarności i proporcjonalności dołączonym do tego Traktatu. W Protokole znajdujemy wiele zapisów mających swe źródło we Wspólnym Stanowisku Rady Europejskiej z Edynburga. Podkreślono w nim, że stosowanie zasady subsydiarności nie może naruszać integralności prawa wspólnotowego, równowagi instytucjonalnej oraz relacji między prawem wspólnotowym a prawem narodowym państw członkowskich.
Uznano, że podejmowanie wspólnych działań jest umotywowane w następujących przypadkach:
- kiedy dane zagadnienie ma aspekt ponadnarodowy i nie może być rozwiązane w sposób skuteczny przez jedno lub kilka państw członkowskich,
- kiedy działanie na szczeblu narodowym lub brak działania na szczeblu Wspólnoty stanowi naruszenie zobowiązań traktatowych,
- kiedy działania prowadzone na poziomie Wspólnoty są korzystniejsze z uwagi na ich rozmiar i efekty.

Protokół sprecyzował obowiązki Komisji Europejskiej w odniesieniu do przestrzegania zasady subsydiarności. Uwzględniona w tytule Protokołu zasada proporcjonalności oznacza, że formy działania Wspólnoty powinny być jak najprostsze. Akty mają być wydawane jedynie w niezbędnym zakresie, dyrektywy powinny być preferowaną formą legislacji w stosunku do rozporządzeń, a dyrektywy ramowe – stosowane możliwie zawsze wtedy, jeśli nie są konieczne uregulowania poprzez dyrektywy szczegółowe. Dyrektywy, zobowiązując państwa członkowskie do realizacji przyjętego wspólnie celu, pozostawiają im swobodę w zakresie wyboru form i metod.

### Subsydiarność w praktyce
Traktatowe przyjęcie zasady subsydiarności i możliwie ścisłe jej sprecyzowanie w późniejszych dokumentach doprowadziło do dość istotnych zmian w sposobie pracy Komisji Europejskiej i funkcjonowania Wspólnot Europejskich. W 1992 r., jeszcze przed wejściem w życie Traktatu z Maastricht, wprowadzona została w ramach Komisji Europejskiej obowiązkowa procedura analizowania każdego projektu pod kątem subsydiarności, przed jego przedłożeniem Radzie i Parlamentowi. Komisja kieruje się obecnie większą selektywnością, prowadzącą do ograniczenia liczby i zakresu swoich inicjatyw. W każdej sytuacji, jeśli jest to możliwe, stara się znaleźć rozwiązania alternatywne wobec regulacji lub działań wspólnotowych.
Przed złożeniem propozycji legislacyjnych Komisja Europejska przeprowadza konsultacje z zainteresowanymi środowiskami. Przygotowuje potem dokumenty (tzw. Biała księga, Zielona księga), które porządkują wiedzę na dany temat i ułatwiają dyskusję.
Komisja przygotowała też i wprowadziła w życie obszerny program działań mających na celu weryfikację i uproszczenie przepisów prawnych.
Także w Traktacie Amsterdamskim (wszedł w życie 4 maja 1999 r.) zasada subsydiarności została doprecyzowana. Z pewnością jest to spójne z tendencją do regionalizacji Europy (procesem rozszerzania samodzielności i samorządności regionów, a także lokalnych jednostek terytorialnych) oraz z umacnianiem się społeczeństwa obywatelskiego.